# Distrito electoral federal 20 de Jalisco
El Distrito electoral federal 20 de Jalisco es uno de los 300 distritos electorales en los que se encuentra dividido el territorio de México para la elección de diputados federales y uno de los veinte en los que se divide el estado de Jalisco. Su cabecera es la ciudad de Tonalá.
El distrito 20 de Jalisco ha sido creado en cinco ocasiones a lo largo de la historia del Congreso de la Unión, la más reciente en la distritación de 2017 llevado a cabo por el Instituto Nacional Electoral. Está formado por el sector por los siguientes cinco municipios del centro del estado: Acatic, Juanacatlán, El Salto, Tonalá y Zapotlanejo.

## Diputados por el distrito
| Diputado                                                                                            | Grupo parlamentario | Legislatura   | Periodo     |
| --------------------------------------------------------------------------------------------------- | ------------------- | ------------- | ----------- |
| Ignacio Luis Vallarta                                                                               |                     | III           | 1863 - 1865 |
| El distrito 20 desaparece entre 1867 y 1878.                                                        |                     |               |             |
| Guillermo Rivera Río                                                                                |                     | IX            | 1878 - 1880 |
| Carlos Rivas                                                                                        |                     | X             | 1880 - 1882 |
| Cástulo Zenteno                                                                                     |                     | XI            | 1882 - 1884 |
| Francisco García López                                                                              |                     | XII           | 1884 - 1886 |
| El distrito 20 es suprimido en 1886. Es restablecido en 1912.                                       |                     |               |             |
| Carlos Corona                                                                                       |                     | XXVI          | 1912 - 1913 |
| Rafael Ochoa                                                                                        |                     | Constituyente | 1916 - 1917 |
| Ramón Blancarte                                                                                     |                     | XXVII XXVIII  | 1917 - 1920 |
| Natalio Espinosa                                                                                    |                     | XXIX          | 1920 - 1922 |
| Francisco González Guerrero                                                                         |                     | XXX           | 1922 - 1924 |
| Justo González                                                                                      | PRJ                 | XXXI          | 1924 - 1926 |
| Severiano Lozano                                                                                    |                     | XXXII         | 1926 - 1928 |
| Francisco Labastida Izquierdo                                                                       | PRJ                 | XXXIII        | 1928 - 1930 |
| El distrito 20 es suprimido en 1930. Es restablecido en la distritación de 1978.                    |                     |               |             |
| Antonio Ruiz Rosas                                                                                  |                     | LI            | 1979 - 1982 |
| Rafael García Sancho                                                                                |                     | LII           | 1982 - 1985 |
| Constancio Hernández Allende                                                                        |                     | LIII          | 1985 - 1988 |
| Raúl Octavio Espinoza Martínez                                                                      |                     | LIV           | 1988 - 1991 |
| Jesús Enrique Ramos Flores                                                                          |                     | LV            | 1991 - 1994 |
| Francisco Ledezma Durán                                                                             |                     | LVI           | 1994 - 1997 |
| El distrito 20 es suprimido en la distritación de 1996. Es restablecido en la distritación de 2017. |                     |               |             |
| Ana Priscila González García                                                                        |                     | LXIV          | 2018 - 2021 |
| María del Refugio Camarena Jáuregui                                                                 |                     | LXV           | 2021 - 2024 |
| Katia Castillo Lozano                                                                               |                     | LXVI          | 2024 -      |